# 亚美尼亚知识分子大驱逐
1915年4月24日，经奥斯曼帝国内政大臣塔拉特帕夏下令，政府迅速行动，逮捕首都君士坦丁堡（今伊斯坦布尔）等地的亚美尼亚社区领袖并押往安卡拉（今安卡拉）附近两家收容所，当晚首轮行动逮捕的君士坦丁堡亚美尼亚知识分子就有235到270人。5月29日政府通过《搬迁安置法》，随后把被捕的知识分子“安置”在该国其他地区并将绝大多数杀害，仅弗塔内斯·帕帕齐安、阿拉姆·安多尼安、科米塔斯等80余人生还。奥斯曼帝国的行径史称亚美尼亚知识分子大驱逐，历史学界普遍认为此事代表亚美尼亚种族灭绝拉开帷幕。
历史学家将此事比作“斩首行动”，意在清除亚美尼亚领袖，确保该民族无法组织抵抗。学界普遍认为亚美尼亚种族灭绝从1915年4月24日开始，为纪念受害者，4月24日定为亞美尼亞大屠殺紀念日，1919年（四周年之际）在君士坦丁堡首度举行纪念活动。亞美尼亞与阿尔察赫共和国把这天定为国家假期，世界各地的亞美尼亞僑民也在这天纪念逝去同胞。

## 驱逐

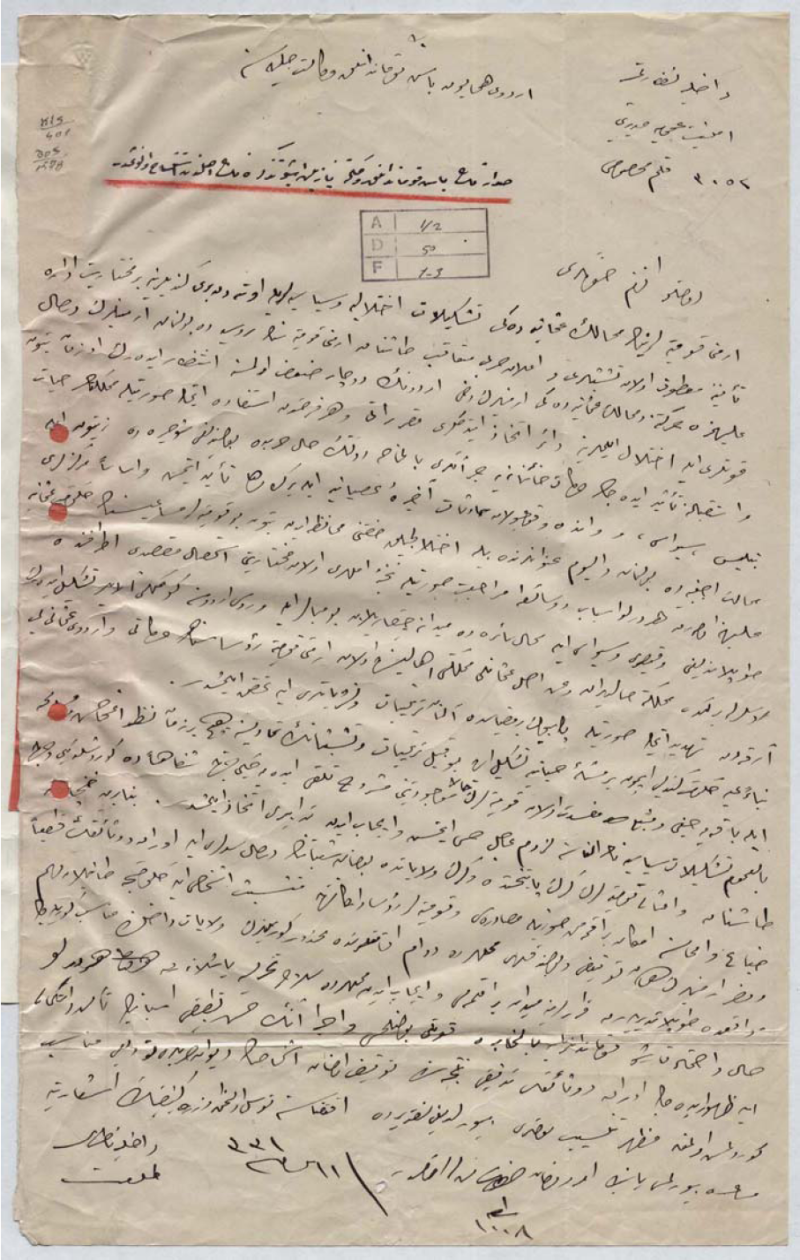
1915年4月24日奥斯曼帝国内政部指令原件

### 拘禁
奥斯曼帝国内政大臣塔拉特帕夏1915年4月24日下达指令，当晚八点拉开抓捕帷幕，君士坦丁堡警察局长贝德里贝伊负责该市行动。24日晚到次日凌晨，该市根据内政部指示抓获首批共235至270名亚美尼亚领导人，如神职人员、医师、编辑、新闻工作者、法律工作者、教师、政治家等。警方囚禁的部分人员姓名相似，由此可能导致总数尚无定论。
帝国首都的驱逐还远远没有结束，警方首要任务是查明身份。被捕人员在警局（当地称“公安局”）和中央监督关押一天，第二波行动又抓获五到六百人。:63
截至1915年8月，奥斯曼帝国把约150名亚美尼亚人从君士坦丁堡押至收容中心，其中不乏俄国公民。作家亚历山大·帕诺西安等少数被捕人员在被捕同一个周末获释，没有像其他同胞一样移交安納托利亞。估计当局拘押直至驱逐的共有2345名亚美尼亚名流，绝大部分既非民族主义者，又无任何政治背景。

### 收容中心
1915年5月29日政府通过《搬迁安置法》，把两间收容中心关押的亚美尼亚人赶到奥斯曼叙利亚。萨拉基里奥角中央监狱关押的大部分亚美尼亚人乘67号轮船抵达海達爾帕夏車站，等待十小时后再于次日用专列送往安哥拉（今安卡拉）方向，车上共载有220人。亚美尼亚裔列车长取得驱逐人员名单后转交君士坦丁堡亚美尼亚大主教扎文·德耶吉亚扬，后者马上开展救援，但徒劳无功。各国大使只有美国的亨利·摩根索向德耶吉亚扬伸出援手。:58火车20小时后于周二正午抵达安卡拉附近的辛坎科伊，君士坦丁堡中央监狱负责人在亚伯拉罕站把犯人分成两组。
犯人分别送往昌克勒（及当地与阿馬西亞之间的喬魯姆）和阿亚什，前往阿亚什还需再乘车数小时，这部分大多数月后在安卡拉附近的峡谷被害，仅10（或13人）获许从阿亚什返回君士坦丁堡。5月7或8日，又有20名4月24日被捕的亚美尼亚人送到昌克勒。。阿亚什关有约150名政治犯，另外150名知识分子关在昌克勒:318。

### 军事法庭
纳扎雷特·达格瓦里安医生、萨基斯·米纳西安等名人5月5日从阿亚什监狱转出，军方把两人同哈鲁廷·扬古利安、卡雷金·哈贾格、鲁彭·扎塔瑞安押到迪亚巴克尔，准备送军事法庭审判。估计他们抵达迪亚巴克尔前不久便被切克斯·艾哈迈德为首、哈利勒与纳齐姆担任副手且有国家支持的准军事组织杀害。同样遭驱逐的马兹贝德5月18日在開塞利军事法庭受审。
1915年9月，傑馬爾帕夏在大马士革审判并处决谋杀纳扎雷特等人的武装分子，1916年奧斯曼議會授权阿勒颇代表阿廷·博什格泽尼安负责调查此事。军事法庭裁定马兹贝德罪名不成立，他先以假身份在阿曼努什铁路隧道为德国人工作，逃到努賽賓后于第一次世界大战结束前不久骑马时摔死。

### 释放

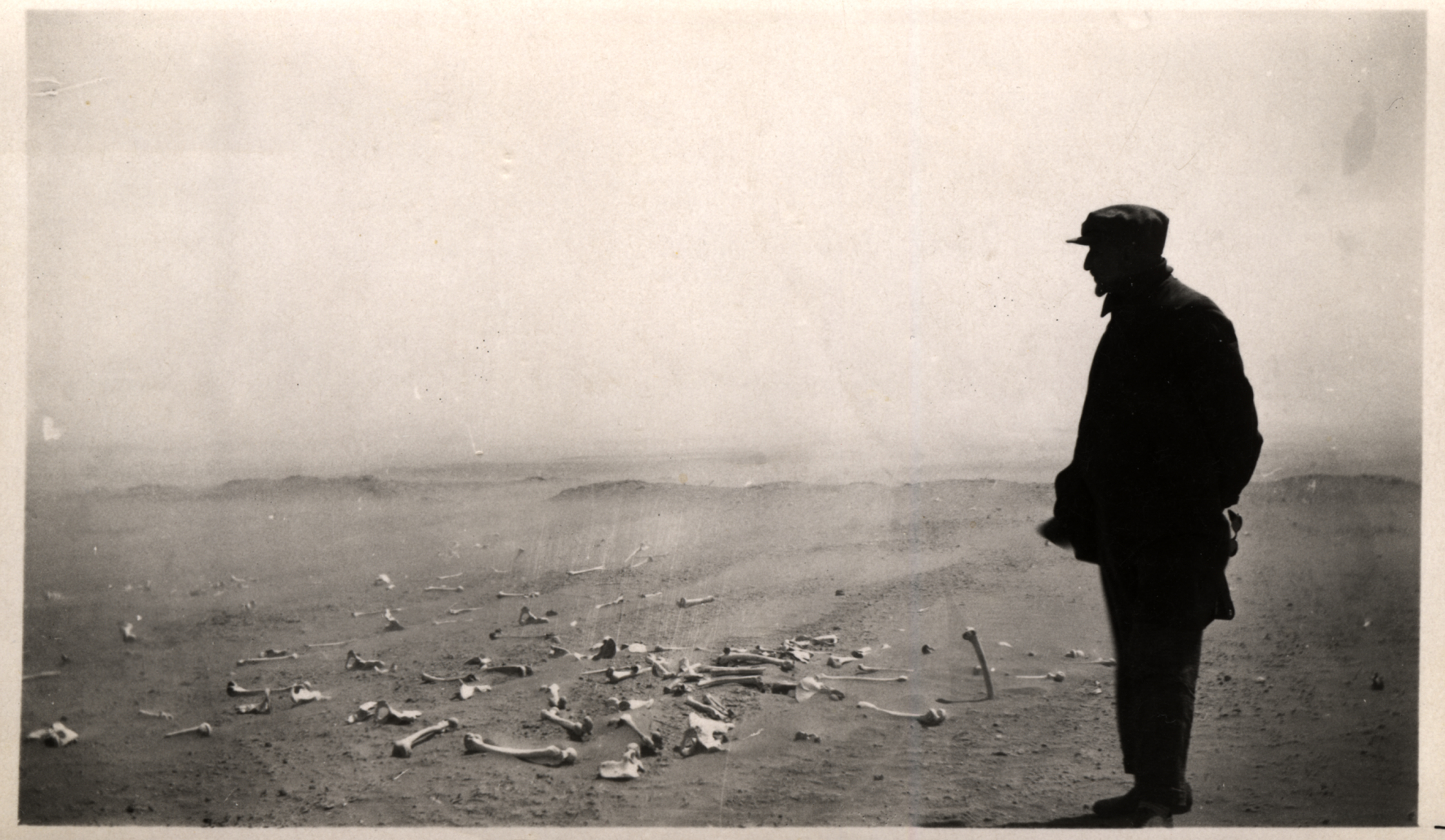
亚美尼亚领导人帕帕西安看着1915至1916年代尔祖尔恐怖屠杀留下的遗骸

部分囚犯经位高权重者干预获释:66，美国大使亨利·摩根索促使昌克勒五人重获自由，此地获释返回君士坦丁堡的一共只有12人，分别是科米塔斯、皮尤赞特·基奇安、瓦赫拉姆·托科米安医生、帕塞夫·迪纳尼安医生、黑格·霍加萨里安、恩山·卡尔法扬、耶万特·托拉扬、阿拉姆·卡兰德里安、诺亚格、德斯蒂潘尼安、弗塔内斯·帕帕齐安、卡尼克·英吉健、小贝勒里安。科尼亚只有四人获许返回首都，分别是阿皮格·米尤巴何吉安、阿塔米安、赫贝基安、诺斯里吉安。
安卡拉州州长马扎尔贝伊违抗塔拉特布夏的驱逐令，保护剩下的亚美尼亚人，结果1915年7月结束前就被中央委员会的阿蒂夫贝伊取代

### 幸存者
1918年10月30日穆兹罗斯停战协定签署后，幸存亚美尼亚知识分子返回协约国占领的君士坦丁堡。他们开展短暂而激烈的文学运动，但1923年土耳其重新控制该市，运动随即中止。把驱逐经历写入著作或回忆录的亚美尼亚知识分子包括格里戈里·巴拉希扬、阿拉姆·安多尼安、耶万特·奥迪安、特奥托罗斯、米卡耶尔·沙姆坦奇扬。科米塔斯等幸存者患上严重的创伤后应激障碍，科米塔斯在精神病院治疗20年后于1935年辞世。

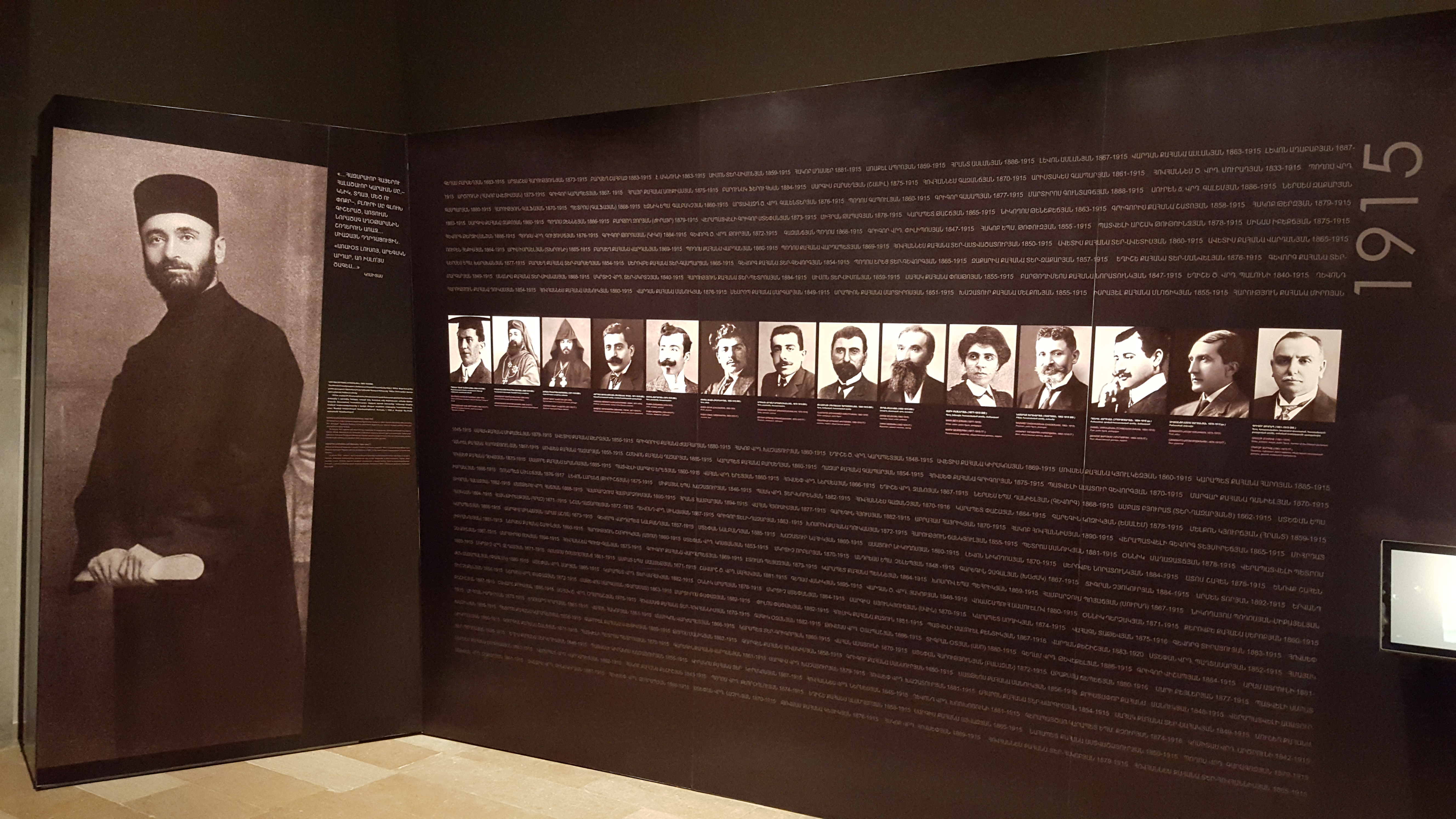
葉里溫亞美尼亞種族滅絕博物館纪念昔日驱逐同胞的展览

## 纪念日
奥斯曼帝国1915年4月24日开始驱逐亚美尼亚知识分子，学界把这天视为亚美尼亚种族灭绝的开始，后定为亚美尼亚大屠杀纪念日。1919年4月24日，幸存者团体在伊斯坦布尔圣三一亚美尼亚教堂首度举办纪念活动，众多亚美尼亚名流参与。亞美尼亞与阿尔察赫共和国把这天定为国家假期，世界各地的亞美尼亞僑民也在这天纪念逝去同胞。

## 驱逐人士名单
下表列出1915年4月24日君士坦丁堡驱逐的首波亚美尼亚知识分子、社区领袖及其他公众人物名单，根据奥斯曼档案馆资料及各种亚美尼亚文献编译：
| 姓名                                   | 出生                           | 结局                           | 政治背景                   | 职业 | 驱逐目的地                     | 注释 |
| -------------------------------------- | ------------------------------ | ------------------------------ | -------------------------- | --- | ------------------------------ | --- |
| 萨基斯·阿博                            |                                | 遇害                           | 亚美尼亚革命联盟           | 教师 | 阿亚什                         | 高加索亚美尼亚人，在安卡拉遇害 |
| 列文·阿加巴比安                        | 1887年比特利斯                 | 死亡                           |                            | 数学家、1908至1914年担任屈塔希亞与阿克謝希爾高中校长，在屈塔希亚办学并执掌三年。 | 昌克勒                         | 1915年死亡。 |
| 赫兰特·阿加贾尼安                      |                                | 遇害                           |                            | | 昌克勒                         | 1916年1月18日在君士坦丁堡巴耶济德广场与其他19人被绞死。 |
| 米赫兰·阿加贾尼安                      |                                | 遇害                           |                            | 银行家 | 阿亚什                         | 押回君士坦丁堡送上绞刑架。 |
| 米赫兰·阿加斯扬                        | 1854年阿德里安堡（今埃迪爾內） | 遇害                           |                            | 诗人、音乐家 | 代尔祖尔                       | 驱逐至代尔祖尔，1916年遇害。 |
| 哈恰图尔·马鲁米安                      | 1865年赞杰祖尔                 | 遇害                           | 亚美尼亚革命联盟           | 亚美尼亚革命联盟激进派，报社编辑，组织力量反抗奥斯曼苏丹，促使帝国1908年颁布宪法。 | 阿亚什                         | 5月5日从阿亚什监狱转交军方，与达格瓦里安、扬古利安、哈贾格、米纳西安、扎塔瑞安押送迪亚巴克尔接受军事法庭审判，估计抵达迪亚巴克尔前不久便被切克斯·艾哈迈德为首、哈利勒与纳齐姆担任副手且有国家支持的准军事组织杀害。同年九月傑馬爾帕夏在大马士革审判并处决凶徒，1916年奧斯曼議會授权阿勒颇代表阿廷·博什格泽尼安负责调查。 |
| 迪克兰·阿杰米安                        |                                | 幸存                           |                            | | 阿亚什                         | 与其他约九名幸存者从阿亚什返回君士坦丁堡。 |
| 迪克兰·阿拉韦尔迪                      |                                | 幸存                           |                            | 宗法理事会成员 | 阿亚什                         | 回君士坦丁堡 |
| 瓦汉·阿尔图尼安                        |                                | 幸存                           |                            | 牙医 | 昌克勒                         | 1915年5月11日过后不久获许返回君士坦丁堡:662。8月6日离开昌克勒后关在安卡拉，再移送塔尔森，9月22日抵达君士坦丁堡。 |
| 瓦赫拉姆·阿尔图尼安                    |                                | 死亡                           |                            | 商人 | 昌克勒                         | |
| 阿拉姆·安多尼安                        | 1875年君士坦丁堡               | 幸存                           | 钟声党                     | 作家、新闻工作者，奥斯曼帝国亚美尼亚国民议会议员:49 | 昌克勒                         | 第二队驱逐人士仅一到两人幸存，安多尼安1915年8月19日离开昌克勒，腿部骨折并于8月20至24日关进安卡拉监狱，在安卡拉医院住院治疗后逃跑:663。他加入其他驱逐者的车队，经过塔尔苏斯、馬爾丁、代尔祖尔、阿勒颇最后回到君士坦丁堡。他在沙漠小镇迈斯凯奈周边的集中营停留，把经历写成著作《黑暗时日》，他主编的电报集收录塔拉特帕夏灭绝指令电报，但真实程度尚有争议。1928至1951年，他在巴黎执掌亚美尼亚仁爱联盟努巴尔图书馆。                                                                                              |
| 阿拉比安                               |                                |                                |                            | 爱国者或教育工作者 |                                | |
| 萨尔基斯·阿姆丹西                      |                                | 遇害                           |                            | | 阿亚什                         | 安卡拉遇害 |
| 阿穆尼                                 |                                |                                |                            | 律师 |                                | |
| 阿萨杜尔·阿森尼安                      |                                | 遇害                           |                            | 药剂师 | 昌克勒                         | 属第二队驱逐人士，阿森尼安1915年8月19日离开昌克勒，20至24日关在安卡拉监狱，前往約茲加特途中遇害:663，另有记载称他死在代尔祖尔附近。 |
| 阿斯拉尼安                             |                                |                                |                            | 商人（尚有疑问） | 昌克勒                         | |
| 阿特斯鲁尼                             |                                | 遇害                           |                            | 爱国者或教育工作者 | 昌克勒                         | |
| 巴鲁尔·阿苏曼尼安                      |                                | 遇害                           |                            | | 昌克勒                         | 属第二队驱逐人士，1915年8月19日离开昌克勒，20至24日关在安卡拉监狱，前往約茲加特途中遇害:663。 |
| 瓦赫拉姆·阿萨杜里安                    | 格迪克帕夏                     | 幸存                           |                            | 药剂师 | 昌克勒                         | 逐往迈斯凯奈后进入部队担任助理医师，救助被驱逐的亚美尼亚人。 |
| H·阿萨杜里安                           |                                | 幸存                           |                            | 印刷厂业主 | 阿亚什                         | 获许返回 |
| 哈鲁廷·阿斯杜里安                      |                                | 遇害                           |                            | | 阿亚什                         | 安卡拉遇害 |
| 赫兰特·阿斯德瓦扎德里安                |                                | 幸存                           |                            | | 阿亚什                         | 回君士坦丁堡 |
| 阿什哈鲁尼                             |                                |                                |                            | 爱国者或教育工作者 |                                | |
| 阿塔米安                               | 埃尔祖鲁姆                     | 幸存                           |                            | 商人 | 科尼亚                         | 获许返回 |
| 瓦特雷斯·阿塔纳西斯                    | 1874年                         | 死亡                           | 钟声党                     | 费里科伊“头人”，商人 | 昌克勒                         | 1916年死亡（存疑） |
| 叶吉斯·卡哈奈·艾瓦济安                 | 1870年10月13日博卢             |                                |                            | 神职人员 | 在君士坦丁堡入狱两个月         | 辗转科尼亚、贝施希尔、科尼亚、乌卢什拉，然后在埃雷利遇到许多来自巴迪扎格的神职人员，接下来又先后到达波贊特、卡尔达克利克、塔尔苏斯。1915年10月15日离开塔尔苏斯，经过奧斯曼尼耶、伊斯拉希耶、伊內格爾、阿勒颇郊区。 |
| 阿扎里克                               |                                | 死亡                           |                            | 药剂师 | 昌克勒                         | 死在代尔祖尔 |
| 格里戈里·巴拉希扬                      | 1879年托卡特                   | 幸存                           |                            | 神职人员 | 昌克勒                         | 逃脱，战后在曼彻斯特和马赛生活并出版流亡生活备忘录，1934年辞世。 |
| 马拉桑                                 | 波斯穆斯林                     | 遇害                           | 从小由亚美尼亚革命联盟收养 | 为阿扎达马德编辑部看门、冲咖啡。 | 阿亚什                         | 虽有波斯大使馆干预未果仍然被害。 |
| 哈奇格·巴迪兹巴尼安                    |                                | 遇害                           |                            | 公众人士 | 阿亚什                         | 安卡拉遇害 |
| 列文·巴迪兹巴尼安                      | 1887年埃拉泽                   |                                | 亚美尼亚革命联盟           | 医生，阿扎达马德编辑部主任 |                                | |
| 瓦吉纳格·巴迪兹巴尼安                  |                                | 幸存                           |                            | 企业官员 | 昌克勒                         | 1915年5月11日后很快获许返回君士坦丁堡:662。 |
| 扎雷·巴迪兹巴尼安                      |                                | 幸存                           |                            | 牙医 | 昌克勒                         | 1915年5月7日塔拉特帕夏发出特别电报准许他返回君士坦丁堡。经电报指示，扎雷等八人5月9日（周日）得到通知，11日离开昌克勒:662。 |
| 马努克·巴斯马吉安                      |                                | 幸存                           |                            | 建筑师、知识分子 | 昌克勒                         | 1915年5月11日后不久获许返回君士坦丁堡:662。 |
| 姆克蒂奇·巴斯马基安                    |                                | 幸存                           |                            | 军火商 | 昌克勒                         | 押送伊兹密特与其他人一起继续受审，后逃到科尼亚但遭驱逐，押往代尔祖尔途中逃脱并回到君士坦丁堡。 |
| 巴兹迪基安                             |                                |                                |                            | 爱国者或教育工作者 |                                | |
| 贝迪格                                 |                                |                                |                            | 作家、公关 |                                | |
| 莫维斯·贝德罗西安                      |                                |                                | 亚美尼亚革命联盟           | 教师 | 昌克勒                         | 因是保加利亚公民获释，返回索菲亞 |
| 贝里克基安                             |                                |                                |                            | 商人 |                                | |
| 哈奇格·柏柏里安                        |                                | 幸存                           |                            | 教师 | 阿亚什                         | 回君士坦丁堡 |
| 贝亚济安                               |                                |                                |                            | 爱国者或教育工作者 |                                | |
| 贝勒里安                               |                                |                                | 哈格普·贝勒里安之子        | | 昌克勒                         | |
| 哈格普·贝勒里安                        | 1843年開塞利（存疑）           | 幸存                           | 贝勒里安之父               | 商人 | 昌克勒                         | 1915年5月11日后获许返回君士坦丁堡:662，1921年去世（存疑）。 |
| 阿廷·博戈西安                          |                                | 幸存                           |                            | | 昌克勒                         | 1915年8月25日奥斯曼内政部发出电报，对8月3日电报因失误未列入驱逐名单的人员赦免，条件是“不得返回君士坦丁堡” |
| 哈奇格·博戈西安                        |                                | 幸存                           |                            | 医生、心理学家、亚美尼亚国民议会代表 | 阿亚什                         | 1915年4月24日逮捕，5月3日流放，先后驱逐至阿亚什、安卡拉、阿勒颇，穆兹罗斯停战协定签署后回到君士坦丁堡。他战后住在阿勒颇并创办医院，1955年出版流放回忆录。 |
| 汉帕索姆·博亚吉安                      | 1867年哈德金（今萨因贝利）     | 遇害                           | 钟声党                     | 医生，长期以政治和宣传闻名，早在1888年就参与组建钟声党，曾是党派领导人，1890年昆卡皮示威的主要组织者，领导1894至1895年薩松起义。1908年后担任亚美尼亚国民议会昆卡皮代表，奧斯曼議會阿达纳代表，曾用化名穆拉德。 | 昌克勒                         | 押送开塞利的军事法庭受审，1915年处死。 |
| 皮尤赞特·波扎基安                      |                                | 幸存                           |                            | 亚美尼亚国民议会成员 | 阿亚什                         | 回君士坦丁堡 |
| 查普拉基安                             |                                | 幸存                           |                            | | 科尼亚                         | 逐至科尼亚、塔尔苏斯、库什库尔、贝莱梅迪克，穆兹罗斯停战协定签署后返回君士坦丁堡。 |
| 耶万特·查武什扬                        | 1867年君士坦丁堡               | 死亡                           | 钟声党                     | 科学家、教师、报社总编 | 昌克勒                         | 先后逐至哈马、代尔祖尔，在代尔祖尔病逝。他和胡西格·卡哈奈·卡楚尼在迈斯凯奈附近村庄的同一顶帐篷同时去世。 |
| 切布杰                                 |                                |                                | 天主教徒                   | 建筑师 | 昌克勒                         | |
| 迪克兰·乔库里安                        | 1884年居米什哈內               | 遇害                           |                            | 作家、公关、教师、报社总编 | 阿亚什                         | 安卡拉遇害，与下方的乔库里安是兄弟 |
| 乔库里安                               |                                |                                |                            | 作家、公关 |                                | 上方迪克兰·乔库里安的兄弟 |
| 卡斯帕·切拉兹                          | 1850年哈斯柯伊                 | 幸存                           |                            | 律师、公众人物、米纳斯·切拉兹的兄弟 | 昌克勒                         | 停留七个月后驱离昌克勒，此后三年与费里科伊同胞霍夫罕·瓦塔佩德·加拉彼蒂恩、米卡耶尔·沙姆坦奇安、瓦尔坦·卡哈奈·卡拉格兹安在烏沙克熬过三年。穆兹罗斯停战协定签署后回到君士坦丁堡。兄弟米纳斯·切拉兹早已移民法国逃过一劫，卡斯帕1928年在君士坦丁堡逝世。 |
| 楚哈吉安                               |                                |                                |                            | 商人 |                                | |
| 阿哈伦·达杜里安                        | 1886年奥瓦西克（伊兹密特附近） | 幸存                           |                            | 诗人 | 埃雷利                         | 穆兹罗斯停战协定签署后回到君士坦丁堡，在首都和保加利亚短暂停留，1923至1928年在布拉格深造，20世纪20年代末定居法国，1965年辞世。 |
| 纳扎雷特·达格瓦里安                    | 1862年塞巴斯蒂                 | 遇害                           |                            | 医院主任医师、奥斯曼议会代表，錫瓦斯亚美尼亚国民大会代表，亚美尼亚仁爱联盟创始人。 | 阿亚什                         | 5月5日从阿亚什监狱移交军方，与阿尼奥尼、扬古利安、哈贾格、米纳西安、扎塔瑞安押送迪亚巴克尔接受军事法庭审判，估计抵达迪亚巴克尔前不久便被切克斯·艾哈迈德为首、哈利勒与纳齐姆担任副手且有国家支持的准军事组织杀害。同年九月傑馬爾帕夏在大马士革审判并处决凶徒，1916年奧斯曼議會授权阿勒颇代表阿廷·博什格泽尼安负责调查。 |
| 丹尼利恩                               |                                | 幸存                           | 钟声党                     | 裁缝 | 昌克勒                         | |
| 博戈斯·丹尼利恩                        |                                | 死亡                           | 亚美尼亚革命联盟           | 律师 | 昌克勒                         | 死在代尔祖尔 |
| 贾巴贝德·德夫莱蒂恩                    |                                | 幸存                           |                            | 铸币厂官员 | 昌克勒                         | 1915年5月11日后不久获许返回君士坦丁堡:662。 |
| 尼尔塞斯·德卡普里利安                  | 开塞利                         | 遇害                           |                            | | 昌克勒                         | 属第二队驱逐人士，1915年8月19日离开昌克勒，20至24日关在安卡拉监狱，前往約茲加特途中遇害:663。 |
| 诺伊格·德蒂潘尼安                      | 埃尔津詹                       | 幸存                           |                            | 代理、商人、银行家 | 昌克勒                         | 1951年5月11日后不久获许返回君士坦丁堡:662，家中约40人丧生。 |
| 帕塞格·迪纳尼安                        |                                | 幸存                           |                            | 医生 | 昌克勒                         | 1951年5月11日后不久获许返回君士坦丁堡:662，参与1919年4月24日纪念活动组织。 |
| 迪拉茨维安                             |                                |                                |                            | 作家、公关 |                                | |
| 科尔·德赫鲁尼                          |                                |                                |                            | 作家、公关 |                                | |
| 克拉科尔·杰拉尔                        |                                | 幸存                           | 钟声党                     | | 昌克勒                         | 1951年5月11日后不久获许返回君士坦丁堡:662 |
| 米萨克·杰瓦希德吉安                    | 1858年开塞利                   | 幸存                           |                            | 医生（宫廷妇科医生）、裁判理事会成员 | 昌克勒                         | 经好友佩辛·奥默帕夏援手，杰瓦希德吉安1951年5月9日与另外七人接到释放通知，11日获许返回君士坦丁堡并离开昌克勒:662，1924年去世。 |
| 阿尔门·多里安                          | 1892年锡诺普                   | 遇害                           |                            | 法裔亚美尼亚诗人，在巴黎主编杂志，创办泛神论学校。 | 昌克勒                         | 1914年在索邦大学完成学业并返回君士斯坦丁堡，逐往昌克勒并在安纳托利亚沙漠遇害，另有记载称他被逐至昌克勒后又在安卡拉入狱，在该市附近被杀。 |
| 克里斯·费纳吉安                        |                                | 幸存                           |                            | | 阿亚什                         | 因是保加利亚公民获释，返回保加利亚。 |
| 帕鲁纳克·费鲁罕                        | 1884年君士坦丁堡               | 遇害                           |                            | 巴基尔科伊行政官员，小提琴手 | 昌克勒                         | 属第二队驱逐人士，1915年8月19日离开昌克勒，20至24日关在安卡拉监狱，前往約茲加特途中遇害:663。 |
| 霍夫罕·瓦塔佩德·加拉彼蒂恩             | 1888年6月22日布尔萨            | 幸存                           |                            | 神职人员、哥伦比亚大学文学硕士，扎文大主教的秘书 | 昌克勒                         | 求学美国，1914年回国，6月16日在埃奇米阿津晋铎神父。在昌克勒停留七个月后于同年冬再度被逐，与费里科伊同胞卡斯帕·切拉兹、米卡耶尔·沙姆坦奇安、瓦尔坦·卡哈奈·卡拉格兹安在烏沙克熬过三年。穆兹罗斯停战协定签署后回到君士坦丁堡，是格迪克帕夏和巴拉克神父，宗教理事会成员。1919年7月20日至1920年8月5日当选伊兹密特首席主教，后升至独身神父。1921年1月8日他前往美国，当上纽约圣格列高列教堂神父，后不再从事神职。 |
| 米克蒂奇·加拉彼蒂恩                    |                                | 幸存                           | 亚美尼亚天主教徒           | | 阿亚什                         | 政府抓错人，误以为他是同名教师，故准他返回首都。 |
| 加萨罗斯                               |                                |                                | 亚美尼亚革命联盟           | | 昌克勒                         | 代替马兹贝德被逐 |
| 贡切古利安                             |                                | 死亡                           |                            | 阿肯商人 | 昌克勒                         | 死在迈斯凯奈附近。 |
| 克里科尔·托罗西安                      | 1884年阿肯                     | 遇害                           |                            | 讽刺报主编 | 阿亚什                         | 安卡拉遇害 |
| 吉鲁斯坦尼安                           |                                | 说法不一，有称被害，有称幸存。 |                            | 牙医 | 昌克勒                         | 1915年8月25日奥斯曼内政部发出电报，对8月3日电报因失误未列入驱逐名单的人员赦免，准许吉鲁斯坦尼安“自由驻留昌克勒”。另有文献称他1915年与鲁本·塞瓦克、丹尼尔·瓦鲁扬等四人被杀。 |
| 梅尔孔·古鲁斯坦尼安                    |                                | 幸存                           |                            | | 阿亚什                         | 昌克勒有他的同名亲属，获释后返回君士坦丁堡。 |
| 黑格·戈什加里安                        |                                | 幸存                           |                            | 报刊主编 | 代尔祖尔                       | 逐往代尔祖尔，穆兹罗斯停战协定签署后返回君士坦丁堡。 |
| 格里高利安神父                         |                                |                                |                            | 神父、报社主编 | 昌克勒                         | |
| 梅尔肯·古勒塞里安                      |                                | 幸存                           |                            | | 昌克勒                         | 1951年5月11日后不久获许返回君士坦丁堡:662。 |
| 米尔达特·海加赞                        |                                | 遇害                           | 亚美尼亚革命联盟           | 爱国者或教育工作者，亚美尼亚国民大会成员，雨伞商人 | 阿亚什                         | 多次放逐，最后在安卡拉遇害。 |
| 哈吉安                                 |                                | 幸存                           |                            | 药剂师 | 昌克勒                         | 穆兹罗斯停战协定签署后返回昌克勒。 |
| 汉帕苏姆·汉帕苏米安                    | 1890年君士坦丁堡               | 遇害                           |                            | 作家、公关 | 阿亚什                         | 安卡拉遇害 |
| 霍瓦内斯·哈尼西安                      |                                | 幸存                           |                            | | 昌克勒                         | 1915年8月25日奥斯曼内政部发出电报，对8月3日电报因失误未列入驱逐名单的人员赦免，条件是“不得返回君士坦丁堡”。 |
| 阿达舍斯·哈鲁提尤尼安                  | 1873年马尔卡拉（罗德斯托附近） | 遇害                           |                            | 作家、公关 |                                | 1915年4月24日留在于斯屈达尔并遭毒打。父亲前来探监时被抓，两人与其他26人被逐往尼科美底亚（今伊兹密特），关在亚美尼亚教堂改造的监狱。8月15日父子二人在傑爾賓特附近被刀捅死。 |
| 亚伯拉罕·海里基安                      |                                | 遇害                           |                            | 突厥学家、大学校长、亚美尼亚国民议会成员。 | 阿亚什                         | 安卡拉遇害 |
| 休西安                                 |                                |                                |                            | 爱国者或教育工作者 |                                | |
| 黑格·霍加萨里安                        |                                | 幸存                           |                            | 教师、校长，亞美尼亞民主自由黨政治家 | 昌克勒                         | 1915年6月中旬获许返回君士坦丁堡，同年亚美尼亚国民议会代表，后当上美国亚美尼亚教区主教。 |
| 马克蒂奇·霍夫汉尼西安                  |                                | 遇害                           | 亚美尼亚革命联盟           | 教师 | 阿亚什                         | 安卡拉遇害 |
| 马克蒂奇·霍夫汉尼西安（同名）          |                                | 幸存                           |                            | | 阿亚什                         | 代替亚美尼亚革命联盟同名同胞流放，后返回君士坦丁堡。 |
| 梅尔孔·吉尔吉安                        | 1859年帕卢                     | 遇害                           | 亚美尼亚革命联盟           | 作家、公关、亚美尼亚研究学者、亚美尼亚国民议会成员。 | 阿亚什                         | 安卡拉遇害 |
| 克里科尔·霍尔木兹                      |                                | 遇害                           |                            | 作家、公关 |                                | |
| 哈奇格·伊达雷吉安                      |                                | 遇害                           |                            | 教师 | 阿亚什                         | 安卡拉遇害 |
| 卡尼克·英吉吉安                        |                                | 幸存                           |                            | 商人 | 昌克勒                         | 获释 |
| 阿里斯·以色列安                        | 1885年                         | 死亡                           | 亚美尼亚革命联盟           | 教师、作家 | 昌克勒                         | 1916年在科尼亚，具体死因和时间不明。 |
| 阿皮格·詹巴兹                          | 贝伊奥卢                       | 死亡                           | 亚美尼亚天主教徒           | 商人 | 昌克勒                         | 1951年5月11日后不久获许返回君士坦丁堡:662。 |
| 哈鲁廷·詹古利安                        | 1855年凡城                     | 遇害                           | 钟声党                     | 参与组织1890年昆卡皮示威的政治活动家，亚美尼亚国会议会成员，1913年出版回忆录。 | 阿亚什                         | 5月5日从阿亚什监狱移交军方，与达格瓦里安、阿尼奥尼、哈贾格、米纳西安、扎塔瑞安押送迪亚巴克尔接受军事法庭审判，估计抵达迪亚巴克尔前不久便被切克斯·艾哈迈德为首、哈利勒与纳齐姆担任副手且有国家支持的准军事组织杀害。同年九月傑馬爾帕夏在大马士革审判并处决凶徒，1916年奧斯曼議會授权阿勒颇代表阿廷·博什格泽尼安负责调查。另有文献称他死于哈吉下士（哈吉·特拉尔·哈基莫格鲁）之手，是经过阿勒颇后在前往迪亚巴克尔路上被处死:652。                                                                                |
| 阿拉姆·卡兰德里安                      |                                | 幸存                           |                            | 奥斯曼银行官员。 |                                | 获许返回 |
| 哈鲁廷·卡尔法扬                        | 于斯屈达尔                     | 死亡                           | 钟声党                     | 阿尔汉扬学院校长 | 昌克勒                         | 死于1915年 |
| 哈鲁廷·卡尔法扬                        | 1870年塔拉斯                   | 死于安卡拉                     | 亚美尼亚革命联盟           | 律师、巴基尔科伊市长 | 昌克勒                         | 1915年死亡。恩山·卡尔法扬的叔叔。 |
| 恩山·卡尔法扬                          | 1865年4月16日于斯屈达尔        | 幸存                           |                            | 农学家、农业讲师 | 昌克勒                         | 1951年5月11日后不久获许返回君士坦丁堡:662，1924年移居希腊，1927受邀到波斯管理沙阿的财产，还是法兰西学术院通讯员。 |
| 坎塔仁                                 |                                |                                |                            | | 昌克勒                         | |
| 拉斐尔·卡拉戈齐安                      |                                | 幸存                           |                            | | 昌克勒                         | 塔拉特帕夏1915年5月7日同意他返回君士坦丁堡 |
| 塔克沃尔·卡拉戈兹安                    |                                |                                |                            | 商人 | 昌克勒                         | |
| 瓦尔坦·卡哈奈·卡拉格兹安               | 1877年7月15日君士坦丁堡昆卡皮  | 幸存                           |                            | 费里科伊神职人员 | 昌克勒                         | 停留七个月后在冬季驱离昌克勒，此后三年与费里科伊同胞霍夫罕·瓦塔佩德·加拉彼蒂恩、卡斯帕·切拉兹、米卡耶尔·沙姆坦奇安在烏沙克熬过三年。穆兹罗斯停战协定签署后回到君士坦丁堡。 |
| 阿里斯塔克斯·卡斯帕里安                | 1861年阿达纳                   | 遇害                           |                            | 律师、企业家、亚美尼亚国民大会成员 | 阿亚什                         | 安卡拉遇害 |
| 胡西格·卡哈奈·卡楚尼                   | 1851年阿拉普吉尔               | 死亡                           | 亚美尼亚革命联盟           | 神职人员 | 昌克勒                         | 再遭驱逐后在迈斯凯奈附近村庄病逝，和耶万特·查武什扬同时在同一顶帐篷去世。 |
| 科沃尔克·卡耶克詹                      |                                | 遇害                           |                            | 商人 | 昌克勒                         | 属第二队驱逐人士，1915年8月19日离开昌克勒，20至24日关在安卡拉监狱，前往約茲加特途中遇害:663。卡耶克詹三兄弟驱逐后在安卡拉附近一起被害。 |
| 莱文·卡耶克詹                          |                                | 遇害                           |                            | 商人 | 昌克勒                         | 属第二队驱逐人士，1915年8月19日离开昌克勒，20至24日关在安卡拉监狱，前往約茲加特途中遇害:663。卡耶克詹三兄弟驱逐后在安卡拉附近一起被害。 |
| 米赫兰·卡耶克詹                        |                                | 遇害                           |                            | 商人 | 昌克勒                         | 属第二队驱逐人士，1915年8月19日离开昌克勒，20至24日关在安卡拉监狱，前往約茲加特途中遇害:663。卡耶克詹三兄弟驱逐后在安卡拉附近一起被害。 |
| 阿尔沙克·卡哈奈·卡扎齐安               |                                | 幸存                           |                            | 神职人员 | 昌克勒                         | |
| 皮尤赞特·基奇安                        | 1859                           | 幸存                           |                            | 编辑、名报业主、史学家 | 昌克勒                         | 1915年5月7日塔拉特帕夏发出特别电报准许他返回君士坦丁堡。经电报指示，皮尤赞特等八人5月9日（周日）得到通知，11日离开昌克勒:662。另有文献称他5月1日加到君士坦丁堡，在保加利亚普罗夫迪夫住到战争结束，1927或1928年去世。 |
| 瓦汉·凯希亚扬                          | 1874年乌尔法                   | 遇害                           | 钟声党                     | 爱国者或教育工作者、工匠 | 昌克勒                         | 1915年8月26日与鲁本·塞瓦克、丹尼尔·瓦鲁扬、奥尼克·马哈扎吉安、阿廷·科乔一起被害。 |
| 迪兰·科里基安                          | 1862年开塞利                   | 遇害                           | 亞美尼亞民主自由黨         | 作家、大学教授、土耳其语人气报《早安报》出版商，共济会成员，创作的法语－土耳其语字典至今还是参考书 | 昌克勒                         | 1915年5月8日塔拉特布夏的特别命令要求他与家人不得返回君士坦丁堡，但迪兰选择前往士麦那后又被押上军事法庭，10月20日在約茲加特至开塞利途中的克泽尔河桥梁附近遇害:663。 |
| 阿克里格·克雷斯特吉安                  | 1855年卡尔塔尔                 | 死亡                           |                            | 木材商人 |                                | |
| 加拉贝德·科罗皮安                      | 巴勒克埃西爾                   | 幸存                           |                            | 牧师 | 昌克勒                         | 1915年5月7日塔拉特帕夏发出特别电报准许他返回君士坦丁堡。经电报指示，加拉贝德等八人5月9日（周日）得到通知，11日离开昌克勒:662。他随后远赴美国。 |
| 米尔扎·科腾加                          |                                | 幸存                           | 亚美尼亚革命联盟           | |                                | |
| 卡雷金·哈贾格 本名卡雷金·查卡利安      | 1867年久姆里                   | 遇害                           | 亚美尼亚革命联盟           | 报社主编、教师 | 阿亚什                         | 5月5日从阿亚什监狱移交军方，与达格瓦里安、阿尼奥尼、扬古利安、米纳西安、扎塔瑞安押送迪亚巴克尔接受军事法庭审判，估计抵达迪亚巴克尔前不久便被切克斯·艾哈迈德为首、哈利勒与纳齐姆担任副手且有国家支持的准军事组织杀害。同年九月傑馬爾帕夏在大马士革审判并处决凶徒，1916年奧斯曼議會授权阿勒颇代表阿廷·博什格泽尼安负责调查。 |
| 哈兹哈兹安                             |                                |                                |                            | 商人 |                                | |
| 赫尔贝基安                             | 埃尔祖鲁姆                     |                                |                            | 商人 | 科尼亚                         | 获许回家 |
| 霍瓦内斯·基利吉安                      |                                | 遇害                           |                            | 书商 | 阿亚什                         | 安卡拉遇害 |
| 萨基斯·基尔吉安                        |                                | 幸存                           | 亚美尼亚革命联盟           | 教师、作家、公关 | 昌克勒                         | 从昌克勒逃到科尼亚，1919年当上亚美尼亚国会大会代表。 |
| 霍夫汉内斯·克姆佩坦                    | 1894年锡瓦斯                   | 遇害                           |                            | 亚美尼亚诗人、教育工作者 | 昌克勒                         | 逐往艾因角途中遇害 |
| 阿廷·科乔 又名哈鲁提恩·佩克梅齐安      |                                | 遇害                           |                            | 奥塔科伊面包商 | 昌克勒                         | 1915年8月26日与鲁本·塞瓦克、丹尼尔·瓦鲁扬、奥尼克·马哈扎吉安、瓦汉·凯希亚扬一起被害。 |
| 科沃克·科莱扬（或霍瓦内斯·科莱扬）     |                                | 遇害                           |                            | | 昌克勒                         | 安卡拉附近遇害 |
| 纳西斯·科沃基安（或纳西斯·德科沃基安） |                                |                                |                            | 商人 | 昌克勒                         | 因竞争对手出卖被抓 |
| 科米塔斯                               | 1869年屈塔希亚                 | 幸存                           |                            | 祭司、作曲家、民族音乐学家，创办许多合唱团，曾是迈吉德亲王夫人的老师。 | 昌克勒                         | 1915年5月7日塔拉特帕夏发出特别电报准许他返回君士坦丁堡，科米塔斯等八人5月9日（周日）接到通知，11日离开昌克勒:662。他患在严重的创伤后应激障碍，在精神病院治疗20年，1935年死于巴黎。 |
| 哈鲁廷·科尼亚利安                      |                                | 遇害                           |                            | 裁缝 | 阿亚什                         | 安卡拉遇害 |
| 哈戈普·科里安                          | 年过古稀后从阿肯前来           | 幸存                           |                            | 商人、偶尔教书 | 昌克勒                         | 1951年5月11日后不久获许返回君士坦丁堡:662，1915年8月6日离开昌克勒，曾在安卡拉入狱并逐至塔尔森，9月22日抵达君士坦丁堡。 |
| 科斯莫斯                               |                                |                                |                            | | 昌克勒                         | |
| 沙瓦什·克里西安                        | 1886年君士坦丁堡               | 遇害                           | 亚美尼亚革命联盟           | 作家、公关、教师，主编奥斯曼帝国首份体育杂志（《体育》） | 阿亚什                         | 沙瓦什在阿亚什组织健身房，逐往此地的亚美尼亚人得知6月15日钟声党二十烈士遭绞刑处死后才真正明白事迹严重:652。土耳其卫队以非常怀疑的态度审视健身房，沙瓦什最后在安卡拉遇害。 |
| 昆达吉安                               |                                |                                |                            | 律师 |                                | |
| 莱文·拉伦茨                            | 1882年君士坦丁堡               | 遇害                           | 钟声党                     | 诗人、翻译、文学教授 | 阿亚什                         | 逐往安卡拉途中遇害 |
| 奥尼克·马哈扎吉安                      | 1878 （君士坦丁堡）            | 遇害                           | 昆卡皮进步协会主席         | 制图师、书商 | 昌克勒                         | 1915年8月25日奥斯曼内政部发出电报，对8月3日电报因失误未列入驱逐名单的人员赦免，准许奥尼克“自由定居昌克勒”，但他与鲁本·塞瓦克、丹尼尔·瓦鲁扬等四人1915年被杀:663。 |
| 阿斯瓦扎杜尔·曼尼西安                  |                                | 幸存                           |                            | 商人 | 昌克勒                         | |
| 贝德罗斯·马尼基安                      |                                | 幸存                           | 昌克勒                     | 药剂师 |                                | |
| 弗塔内斯·马迪吉安                      |                                | 幸存                           |                            | | 阿亚什                         | 1915年5月5日与其他共计50人逐至安卡拉，7日驱至阿亚什，7月获释:652后返回君士坦丁堡。 |
| 马兹贝德 （加扎尔·加扎里安）           |                                | 死亡                           | 亚美尼亚革命联盟           | 教师 | 阿亚什                         | 1915年5月18日左右遣送开塞利接受军事法庭审判:652，以假土耳其人身份在阿曼努斯铁路隧道为德国人工作，逃到努賽賓后却在穆兹罗斯停战协定签署前不久骑马时摔死。 |
| 马托西安                               |                                |                                |                            | 律师、作家 |                                | |
| 梅利克·梅利基安                        |                                | 遇害                           |                            | | 昌克勒                         | |
| 西蒙·梅尔科尼安                        | 奥塔科伊                       | 幸存                           |                            | 建筑师 | 昌克勒                         | 1951年5月11日后不久获许返回君士坦丁堡:662 |
| 西奥多罗斯·门兹基安                    |                                | 遇害                           |                            | 商人 | 阿亚什                         | 安卡拉遇害 |
| 萨基斯·米纳西安                        | 1873年亞洛瓦岑格勒             | 遇害                           | 亚美尼亚革命联盟           | 报社总编，1909年前在波士顿主编亚美尼亚语报纸，此后是君士坦丁堡教师、作家、政治活动家，亚美尼亚国民大会成员:49。                                                                                                | 阿亚什                         | 5月5日从阿亚什监狱移交军方，与达格瓦里安、阿尼奥尼、扬古利安、哈贾格、扎塔瑞安押送迪亚巴克尔接受军事法庭审判，估计抵达迪亚巴克尔前不久便被切克斯·艾哈迈德为首、哈利勒与纳齐姆担任副手且有国家支持的准军事组织杀害。同年九月傑馬爾帕夏在大马士革审判并处决凶徒，1916年奧斯曼議會授权阿勒颇代表阿廷·博什格泽尼安负责调查。 |
| 克里克·米斯基安                        | 1865                           | 遇害                           | 斯捷潘·米斯基安的兄弟      | 药剂师 | 昌克勒                         | 属第二队驱逐人士1915年8月19日离开昌克勒，20至24日关在安卡拉监狱，前往約茲加特途中遇害:663，也有称在安卡拉附近被杀。 |
| 斯捷潘·米斯基安                        | 1852 （君士坦丁堡）            | 遇害                           | 克里克·米斯基安的兄弟      | 医生 | 昌克勒                         | 属第二队驱逐人士1915年8月19日离开昌克勒，20至24日关在安卡拉监狱，前往約茲加特途中遇害:663，也有称在安卡拉附近被杀。 |
| 扎雷·蒙吉安                            |                                | 遇害                           |                            | 俄罗斯领事馆翻译 | 昌克勒                         | 1915年8月25日奥斯曼内政部发出电报，对8月3日电报因失误未列入驱逐名单的人员赦免，条件是“不得返回君士坦丁堡”。属第二队驱逐人士，1915年8月19日离开昌克勒，20至24日关在安卡拉监狱，前往約茲加特途中遇害:663。 |
| 阿皮格·穆巴河间                        |                                | 幸存                           |                            | 公关 | 科尼亚                         | 获许回家 |
| 阿维迪斯·纳卡什安                      |                                | 幸存                           |                            | 医生 | 阿亚什                         | 1915年7月23日获释，把家人送到保加利亚，加里波利之战时在奥斯曼陆军任上尉，后移民美国。 |
| 纳库利安                               |                                | 幸存                           |                            | 医生 | 阿亚什                         | 1915年5月3日流放，准许在阿亚什自由活动，后返回君士坦丁堡。 |
| 哈格普·纳吉莱吉安                      |                                | 幸存                           |                            | 部队药剂师 | 昌克勒                         | 1915年5月7日塔拉特帕夏发出特别电报准许他返回君士坦丁堡。经电报指示，哈格普等八人5月9日（周日）得到通知，11日离开昌克勒:662。 |
| 马科斯·纳塔尼安                        |                                | 幸存                           |                            | 亚美尼亚国民大会成员:49 | 喬魯姆                         | 幸存，先后逐至喬魯姆和伊斯基里本，获许回家。 |
| 赫兰特·纳扎里安                        |                                |                                |                            | | 昌克勒                         | |
| 塞罗夫普·诺拉东基安                    |                                | 遇害                           | 亚美尼亚革命联盟           | 萨纳萨里安学院教师、亚美尼亚国民大会成员 | 阿亚什                         | 安卡拉遇害 |
| 诺里吉安                               | 埃尔祖鲁姆                     | 幸存                           |                            | 商人 | 科尼亚                         | 获许回家 |
| 恩山                                   |                                | 遇害                           |                            | 昆卡皮纹身师 | 阿亚什                         | 安卡拉遇害 |
| 恩山·奥迪安                            |                                |                                | 钟声党:652                 | | 阿亚什                         | |
| 耶万特·奥迪安                          | 1869年君士坦丁堡               | 幸存                           |                            | 作家 | 阿亚什                         | 1915年8月驱逐，随科尼亚主教卡雷金·哈恰图里安从塔森前往奥斯曼尼耶，1916年在哈马皈依伊斯兰教并更名阿齐兹·努里。逃离代尔祖尔失败后与来自安泰普的亚美尼亚同胞在工厂做军服，不久为代尔祖尔的军方统领当翻译，最后改听代尔祖尔德国驻军指令。据他记载，直到1918年1月代尔祖尔监狱还有君士坦丁堡驱逐的亚美尼亚人被杀，所有警察和官员都藏有亚美尼亚女子。:825 |
| 阿拉姆·奥尼基安                        |                                | 幸存                           |                            | 商人、化学家 | 昌克勒                         | 克里科尔·奥尼基安之子 |
| 霍瓦内斯·奥尼基安                      |                                | 死亡                           |                            | 商人 | 昌克勒                         | 克里科尔·奥尼基安之子，在昌克勒附近病死 |
| 克里科尔·奥尼基安                      | 1840年                         | 死亡                           |                            | 商人 | 昌克勒                         | 在昌克勒附近病死，阿拉姆、霍瓦内斯、米克蒂奇之父。 |
| 米克蒂奇·奥尼基安                      |                                | 死亡                           |                            | 商人 | 昌克勒                         | 克里科尔·奥尼基安之子，死于代尔祖尔。 |
| 帕纳霍格                               |                                |                                |                            | 作家、公关 |                                | |
| 沙瓦斯·帕诺西安                        |                                | 幸存                           |                            | 教师 | 阿亚什                         | 获许回家 |
| 尼塞斯·帕帕齐安                        |                                | 遇害                           | 亚美尼亚革命联盟           | 报社编辑、爱国者或教育工作者 | 阿亚什                         | 安卡拉遇害 |
| 弗塔内斯·帕帕齐安                      |                                | 幸存                           |                            | 裁缝 | 昌克勒                         | 因与逃到保加利亚、后到俄罗斯的小说家同名误遭驱逐，1951年5月11日后不久获许返回君士坦丁堡:662。 |
| 阿达西斯·帕里西安                      |                                | 幸存                           |                            | 商人 | 昌克勒                         | |
| 帕塞西安                               |                                | 幸存                           |                            | | 阿亚什                         | 获许回家 |
| 阿梅纳格·帕塞吉安                      |                                | 幸存                           | 亚美尼亚革命联盟           | 教师、在柏林深造哲学，住在贝伊奥卢。 | 昌克勒                         | 1951年5月11日后不久获许返回君士坦丁堡:662。 |
| H·帕塞吉安                             |                                |                                |                            | 爱国者或教育工作者 |                                | |
| 凯汉姆·帕塞吉安                        | 1883年君士坦丁堡               | 遇害                           | 亚美尼亚革命联盟           | 作家、公关、编辑、教师 | 阿亚什                         | 安卡拉遇害 |
| 萨基斯·帕塞吉安                        |                                | 遇害                           |                            | 爱国者或教育工作者 | 阿亚什                         | |
| 加拉贝德·帕沙扬·罕                     | 1864 （君士坦丁堡）            | 遇害                           | 亚美尼亚革命联盟           | 医生、作家、前奥斯曼议会代表、亚美尼亚国民大会成员 | 阿亚什                         | 经折磨后在安卡拉被杀。 |
| 皮奥西安                               |                                |                                |                            | 爱国者或教育工作者 |                                | |
| 斯帕德·皮乌拉德                        | 1862年泽顿（今苏莱曼利）       | 死亡                           |                            | 小说家、公众人物、亚美尼亚国民大会成员 | 阿亚什                         | 安卡拉遇害 |
| 雷西安                                 |                                |                                |                            | 商人 |                                | |
| 罗斯托姆（里尤斯滕·罗斯托米恩茨）      |                                | 遇害                           |                            | 商人、公众人物 | 阿亚什                         | 安卡拉遇害 |
| 弗拉姆沙布·塞缪尔洛夫                  |                                | 遇害                           |                            | 商人、银行家、俄罗斯亚美尼亚人 | 阿亚什                         | 安卡拉遇害 |
| 萨拉菲安                               |                                |                                |                            | | 昌克勒                         | |
| 加拉贝德·萨拉菲安                      |                                | 遇害                           |                            | 公务员 | 阿亚什                         | 安卡拉遇害 |
| 萨托                                   |                                |                                |                            | 爱国者或教育工作者 |                                | |
| 雅克·萨巴利安                          | 1880年科尼亚                   | 遇害                           | 亚美尼亚国民大会成员       | 1901至1905年英国驻科尼亚领事馆翻译，随后担任一年半副领事，君士坦士堡新闻工作者。 | 昌克勒                         | 安卡拉遇害 |
| 马戈斯·塞弗尔                          |                                | 幸存                           |                            | 律师 | 阿亚什                         | 误当成马科斯·纳塔尼安驱逐，后返回君士坦丁堡。 |
| 瓦克斯·塞雷古安                        | 1871年埃尔祖鲁姆               | 遇害                           |                            | 奥斯曼议会代表 | 押送迪亚巴克尔接受军事法庭审判 | 1915年5月21日驱逐，也有称6月2日。结局与克里科尔·佐拉布相同。 |
| 巴格达萨·萨尔基西安                    |                                | 幸存                           |                            | | 昌克勒                         | 1915年8月25日奥斯曼内政部发出电报，对8月3日电报因失误未列入驱逐名单的人员赦免，条件是“不得返回君士坦丁堡”。 |
| 马戈斯·塞尔维特·艾芬迪                 |                                | 幸存                           |                            | 卡尔塔尔律师 | 阿亚什                         | 获许回家 |
| 鲁本·塞瓦克                            | 1885年西利夫里                 | 遇害                           |                            | 医生、知名诗人、作家、巴尔干战争时期任奥斯曼陆军上尉。 | 昌克勒                         | 1915年6月22日驱逐，但同年8月25日奥斯曼内政部发出电报，对8月3日电报因失误未列入驱逐名单的人员赦免，准许塞瓦克“自由驻留昌克勒”。另有文献称他1915年与丹尼尔·瓦鲁扬等四人被杀:663，他位于君士坦丁堡埃尔马达格的故居如今是博物馆 |
| 沙巴兹                                 |                                |                                |                            | 爱国者或教育工作者 |                                | |
| 帕塞格·沙巴兹                          | 1883年君士坦丁堡博亚西科伊     | 遇害                           | 亚美尼亚革命联盟           | 律师、记者、专栏作家 | 昌克勒                         | 在哈爾普特至馬拉蒂亞途中被杀。1915年7月6日，帕塞格·沙巴兹致信扎鲁希·巴里和埃夫金·哈奇吉安，自称脚伤和胃痛严重，打算休息六到七天，此后就不得不赶八到十天路前往埃拉泽，不知道当局为什么要把他赶去那里。另据哈爾普特大屠杀幸存者瓦赫-黑格所述，帕塞格·沙巴兹在梅尔泽中央监狱大屠杀后被关八天，连续一周没有食物并遭毒打，最后在某“工厂”围墙前被宪兵所杀。 |
| 沙亨                                   |                                |                                |                            | 爱国者或教育工作者 |                                | |
| 叶诺夫克·沙亨                          | 1881年巴迪扎格（伊兹密特）附近 | 遇害                           |                            | 演员 | 阿亚什                         | 安卡拉遇害 |
| 萨基斯·沙希尼安                        |                                | 幸存                           |                            | | 昌克勒                         | 1915年8月25日奥斯曼内政部发出电报，对8月3日电报因失误未列入驱逐名单的人员赦免，条件是“不得返回君士坦丁堡”。 |
| 哈鲁提恩·沙里吉安                      | 1860年謝賓卡拉希薩爾           | 遇害                           | 亚美尼亚革命联盟           | 亚美尼亚革命联盟领导人、律师、亚美尼亚国民大会 | 阿亚什                         | 经折磨后在安卡拉被杀。 |
| 莱文·沙姆坦奇安                        |                                | 幸存                           |                            | | 阿亚什                         | 代替米卡耶尔·沙姆坦奇安被逐，后返回君士坦丁堡。 |
| 米卡耶尔·沙姆坦奇安                    | 1874年                         | 幸存                           | 迪克兰·乔库里安的朋友      | 报社编辑、作家、讲师、亚美尼亚国民大会领导人 | 昌克勒                         | 停留七个月后驱离昌克勒，此后三年与费里科伊同胞霍夫罕·瓦塔佩德·加拉彼蒂恩、卡斯帕·切拉兹瓦尔坦·卡哈奈·卡拉格兹安在烏沙克熬过三年。穆兹罗斯停战协定签署后回到君士坦丁堡。一战结束后出版流亡回忆录，1926年去世。 |
| 莱文·沙西安                            |                                | 遇害                           |                            | 商人 |                                | 代尔祖尔遇害 |
| 塞亚曼托（阿多姆·耶尔贾尼安）          | 1878年阿肯                     | 遇害                           | 亚美尼亚革命联盟           | 诗人、作家、亚美尼亚国民大会成员。 |                                | 安卡拉遇害 |
| 克里科尔·苏尔迈安                      |                                | 幸存                           |                            | 阿塔瓦兹德·苏尔迈安之父 | 阿亚什                         | 获准返回君士坦丁堡。 |
| 奥尼格·斯拉比安（奥尼格·吉赖尔）       | 1878年埃尔津詹                 | 遇害                           |                            | 教师 | 阿亚什                         | 安卡拉遇害 |
| 叶吉亚·苏吉基安                        |                                |                                |                            | 作家、公关 |                                | 1915年9月在塔尔森的阿拉姆与阿尔达什·夏尔瓦吉安磨坊工作时结识耶万特·奥迪安与阿拉姆·安多尼安，该厂每天向三万奥斯曼军人提供面粉。 |
| S·斯温                                 |                                |                                |                            | 爱国者或教育工作者 | 1915年4月24日                  | |
| 米赫兰·塔巴金                          | 1878年阿达帕扎勒               | 遇害                           | 亚美尼亚革命联盟           | 教师、作家 | 昌克勒                         | 属第二队驱逐人士，1915年8月19日离开昌克勒，20至24日关在安卡拉监狱，前往約茲加特途中遇害:663。 |
| 加拉贝德·塔什吉安                      |                                | 遇害                           |                            | | 阿亚什                         | 安卡拉遇害 |
| 加拉贝德·塔什吉安                      |                                | 幸存                           |                            | 屠夫 | 昌克勒                         | 因与他人同名遭驱逐，囚在阿亚什，获释后返回君士坦丁堡。 |
| 斯捷潘·塔塔里安                        |                                | 幸存                           |                            | 商人 | 昌克勒                         | 押送开塞利接受军事法庭审判并目睹处决，七月起与阿亚什前来的四人同行:662。从昌克勒逐至开塞利，再到阿勒颇，穆兹罗斯停战协定签署后返回君士坦丁堡。 |
| 凯沃克·特朱曼尼安                      |                                | 遇害                           | 阿亚什                     | 商人 |                                | 安卡拉遇害 |
| 奥哈内斯·特莱梅齐安                    | 凡城                           | 幸存                           |                            | 货币兑换商 | 昌克勒                         | 1951年5月11日后不久获许返回君士坦丁堡:662，8月6日离开昌克勒，在安卡拉入狱后前往塔尔森，9月22日回到君士坦丁堡。 |
| 阿戈普·特齐安                          | 1879年哈金                     | 遇害                           | 钟声党                     | 药剂师 | 昌克勒                         | 属第二队驱逐人士，1915年8月19日离开昌克勒，20至24日关在安卡拉监狱，前往約茲加特途中在安卡拉附近遇害:663。 |
| 黑格·提里亚吉安                        | 约60岁                         | 幸存                           |                            | 出纳 | 阿亚什                         | 因与亚美尼亚革命联盟成员同名而遭驱逐，后返回君士坦丁堡。 |
| 黑格·提里亚吉安                        | 1871年特拉布宗                 | 遇害                           | 亚美尼亚革命联盟           | 亚美尼亚国民大会成员 | 昌克勒                         | 得知同名出纳被抓到阿亚什关押后，他主动要求释放此人，把他从昌克勒移交阿亚什，后在安卡拉遇害。 |
| 耶万特·托拉扬                          | 1883年                         | 幸存                           |                            | 戏剧导演、剧作家、讽刺杂志编辑 | 昌克勒                         | 1915年5月7日塔拉特帕夏发出特别电报准许他返回君士坦丁堡。经电报指示，托拉扬等八人5月9日（周日）接到通知，11日离开昌克勒:662。托拉扬1937年谢世。 |
| 哈戈普·托普吉安                        | 1876                           | 幸存                           | 拉姆加瓦尔                 | 编辑 | 昌克勒                         | 1915年6月中旬获许返回君士坦丁堡，1951年辞世。 |
| 托科姆                                 |                                |                                |                            | 爱国者或教育工作者 |                                | |
| 瓦赫拉姆·托科米安                      | 1858年4月20日君士坦丁堡        | 幸存                           |                            | 医生、医疗史学家 | 昌克勒                         | 1915年5月7日塔拉特帕夏发出特别电报准许他返回君士坦丁堡。经电报指示，托科米安等八人5月9日（周日）接到通知，11日离开昌克勒:662。战争结束后他于1922年移居法国，同年在埃夫勒出版著作（亚美尼亚医生名单），1929年在安特卫普发表埃塞俄比亚苦苏研究著作，1942年8月11日在巴黎去世。 |
| 塞缪尔·图马扬                          |                                | 死亡                           | 钟声党                     | | 昌克勒                         | 1951年5月11日后不久获许返回君士坦丁堡:662，另有文献称他死亡。 |
| 丹尼尔·瓦鲁扬                          | 1884年布尔格尼克（锡瓦斯附近） | 遇害                           |                            | Poet | 昌克勒                         | 1915年8月26日与鲁本·塞瓦克一起被害:663。 |
| 阿拉姆·耶查尼克                        | 1865年                         | 死亡                           |                            | 餐馆老板 | 昌克勒                         | 驱逐起因是许多许多分子经常在他的餐馆吃饭。1915年去世。 |
| 耶尔加尼安                             |                                |                                |                            | 律师 |                                | |
| 克里科尔·耶萨扬                        | 1883年丹城                     | 遇害:663                       | 亚美尼亚革命联盟           | 法语、数学教师，把莱文·尚特的名作《远古神灵》译成法语。 | 昌克勒                         | 属第二队驱逐人士，1915年8月19日离开昌克勒，20至24日关在安卡拉监狱，前往約茲加特途中遇害:663。 |
| 耶兹尼克                               |                                |                                |                            | 专业人士 | 昌克勒                         | |
| 纳西斯·扎卡里安                        |                                | 遇害                           | 钟声党                     | 爱国者或教育工作者、亚美尼亚国民大会成员 | 阿亚什                         | 安卡拉遇害 |
| 阿维迪斯·扎里菲安                      |                                | 幸存                           |                            | 药剂师 | 昌克勒                         | 1951年5月11日后不久获许返回君士坦丁堡:662。 |
| 鲁彭·扎塔瑞安                          | 1874年哈尔普特                 | 遇害                           |                            | 作家、诗人、《自由斗士报》和教科书编辑，亚美尼亚乡土文学先驱，将维克多·雨果、马克西姆·高尔基、阿纳托尔·法朗士、奥斯卡·王尔德的作品译成亚美尼亚语。                                                             | 阿亚什                         | 5月5日从阿亚什监狱移交军方，与达格瓦里安、阿尼奥尼、哈贾格、扬古利安、米纳西安押送迪亚巴克尔接受军事法庭审判，估计抵达迪亚巴克尔前不久便被切克斯·艾哈迈德为首、哈利勒与纳齐姆担任副手且有国家支持的准军事组织杀害。同年九月傑馬爾帕夏在大马士革审判并处决凶徒，1916年奧斯曼議會授权阿勒颇代表阿廷·博什格泽尼安负责调查。 |
| 泽诺普                                 |                                |                                |                            | | 昌克勒                         | |
| 克里科尔·佐拉布                        | 1861年君士坦丁堡               | 遇害                           |                            | 作家、法学家、奥斯曼议会代表 | 押送迪亚巴克尔接受军事法庭审判 | 1915年5月21日或6月2日驱逐，要求他到迪亚巴克尔的军事法庭受审，但宪兵将他押上火车送到阿勒颇并停留数周，该市总督插手干预想把佐拉布等人送回首都，但徒劳无功（也有文献称傑馬爾帕夏亲自干预，但塔拉特帕夏坚持把他们送上军事法庭）。接下来遣送乌尔法并在土耳其友人提供的住所停留再由警方以汽车押送迪亚巴克尔，江湖传言称乌尔法的亚美尼亚名流自愿陪同，另有大量文献称他们都被，死亡时间大概在1915年7月15至20日。同年九月傑馬爾帕夏在大马士革审判并处决凶徒，1916年奧斯曼議會授权阿勒颇代表阿廷·博什格泽尼安负责调查。 |
| 帕托格·佐里安                          | 1879年塔姆扎拉                 | 遇害                           | 亚美尼亚革命联盟           | 公关 | 阿亚什                         | 安卡拉遇害 |

## 扩展阅读
- Galustyan, R. . Patma-Banasirakan Handes. 2013, (1): 15–20  [2021-06-20]. （原始内容存档于2021-05-14）.
- Beledian, Krikor. Coquio, Catherine , 编. . Nantes: éditions l'atalante. 2003. ISBN 978-2-84172-248-8. |article=被忽略 (帮助)
- Shamtanchian, Mikayel. . 由Jinbashian, Ishkhan翻译. Studio City, California: Manjikian Publications. 2007. ISBN 978-0-9791289-9-8.